# 共產主義博物館

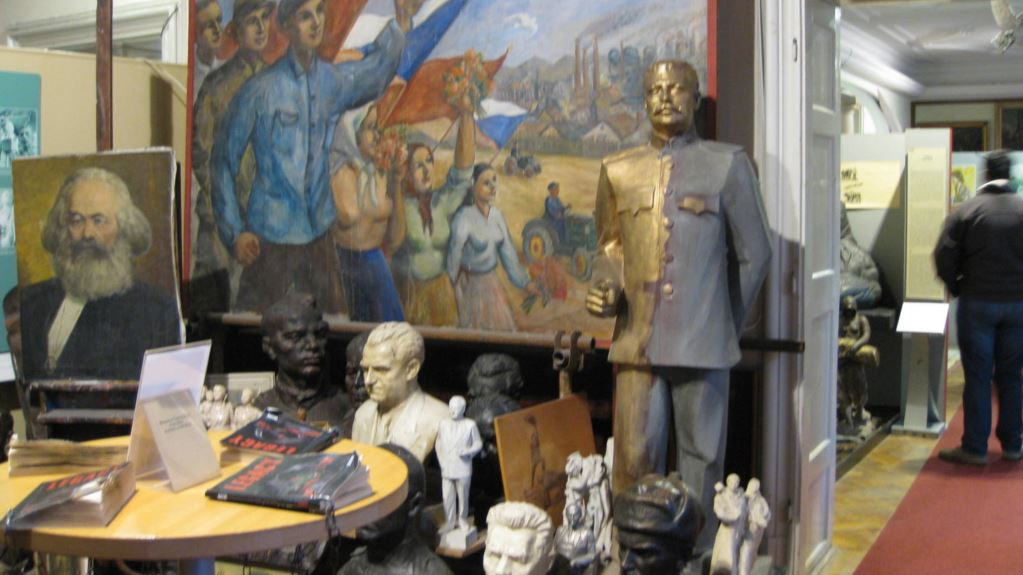

共產主義博物館是位於捷克首都布拉格的一座博物館。

## 历史
2001年建成开放，共產主義博物館展示了冷戰時期捷克人在捷克斯洛伐克共產黨统治的鐵幕之後的生活。。